# نیکولای بگلی
نیکولای بگلی (روسی: Николай Львович Баглей؛ ۲۵ فوریه ۱۹۳۷ – ۳ مارس ۱۹۹۱ (aged 54)) ورزشکار بسکتبال اهل اتحاد جماهیر شوروی سوسیالیستی بود.
وی در مسابقات کشوری و بین‌المللی در مجموع برندهٔ ۱ مدال طلا، ۱ مدال نقره شده‌است.